# Lilac Wine
«Lilac Wine» es una canción escrita por James Shelton (letra y música) en 1950. Fue introducida por Hope Foye en el teatro de revista "Dance Me a Song". La canción fue interpretada por Eartha Kitt (1953), por Judy Henske en su primer álbum (1963), por Nina Simone en su álbum Wild Is the Wind (1966). Fue un éxito en el solitario de Elkie Brooks; y apareció en su álbum Pearls. Más tarde fue interpretada por Jeff Buckley, en su álbum Grace (1994). Por último, la misma fue interpretada por la cantante estadounidense Miley Cyrus (2012). La versión de Jeff Buckley fue utilizada como música de fondo en la película francesa de 2008 Tell No One. En 2010 apareció en el álbum de Jeff Beck, Emotion & Commotion, con la voz de Imelda May. La banda argentina de rock alternativo Panza, también ha cubierto "Lilac Wine" en su álbum de 2007 Pequeños Fracasos. La canción aparece también en 2003, en el álbum de Katie Melua Call Off The Search.
El único artista que tuvo gran éxito en las listas con la canción fue Elkie Brooks en 1978. La canción sigue estando estrechamente relacionada con ella, sobre todo en el Reino Unido y Europa.

## Vídeos
En 2010, un video musical de Lilac Wine, interpretada por la Orquesta de Cine, creada por el Bl:nd empresa de producción, como parte de una colección de videos para celebrar la línea de calzado de Dr. Martens.

## Versión deMiley Cyrus
El 6 de septiembre de 2012, la cantante y actriz Miley Cyrus lanzó un cover de esta canción, junto al relanzamiento de su sitio web. Dicha versión, forma parte de "The Backyard Sessions" (Sesiones en el patio trasero), un repertorio de covers de las canciones favoritas de la cantante, interpretadas por ella misma y grabadas en acústico en el patio trasero de su casa, para luego ser lanzadas exclusivamente en YouTube. Actualmente su presentación acumula más de 21 millones de reproducciones.